# Dos Pilas
Dos Pilas é um sítio arqueológico maia, situado no atual departamento de Petén na Guatemala, junto do rio Pasión. 
Dos Pilas terá sido fundada cerca de 650, com ligações a Tikal. No entanto, 50 anos mais tarde, tornou-se aliada de Calakmul, convertendo-se assim num inimigo de Tikal. 
O sítio tem cerca de 500 estruturas e deve o seu nome a duas fontes naturais de que se encontram à sua entrada. Foi uma cidade fortificada com poucos pontos de acesso ao seu interior. A pirâmide do duende é a mais alta de todas as estruturas de Dos Pilas, mas a sua característica mais distintiva são as várias escadarias hieroglíficas que contam a história das rivalidades e guerras entre Dos Pilas, Tikal e seus vizinhos.
Até à descoberta destas escadarias pensava-se que Dos Pilas teria sido fundada por um membro da família real de Tikal exilado  na sequência de uma guerra civil entre duas facções daquela família. A história contada pelos hieroglifos das escadarias já descobertas é algo diferente, parecendo indicar uma ligação familiar, talvez filial, entre Tikal e Dos Pilas, a que se terá seguido a invasão desta última por Calakmul e logo depois a inimizade entre Dos Pilas e Tikal que conduziu às guerras no sudoeste do Petén (o início do colapso maia). Após uma campanha com várias conquistas, Dos Pilas tornou-se uma potência principal entre os reinos maias, porém, a derrota da sua aliada Calakmul acabaria por causar o abandono de Dos Pilas cerca de 761. 
Dos Pilas foi descoberta em 1960 por G.L. Vinson e escavada por Arthur Demarest da Universidade Vanderbilt, de Nashville.